# Massacre de l'école militaire de Peshawar
Le massacre de l'école militaire de Peshawar est une attaque qui a eu lieu le 16 décembre 2014 dans une école publique de l'armée à Peshawar, dans la province de Khyber Pakhtunkhwa, au Pakistan. Elle a été revendiquée par le Jamaat-ul-Ahrar, un groupe dissident du Tehrik-e-Taliban Pakistan, et s'inscrit dans le contexte de l'insurrection islamiste.
Selon le bilan officiel, il y aurait eu 141 personnes tuées, dont 132 enfants. Ce bilan en fait l'attaque terroriste la plus meurtrière de l'histoire du Pakistan, depuis l'attentat du 18 octobre 2007 à Karachi.

## Contexte
L'événement s'inscrit dans le contexte de l'insurrection islamiste, qui oppose depuis 2002 les forces armées pakistanaises et les insurgés liés aux talibans pakistanais, dont la plupart se sont fédérés en 2007 au sein du Tehrik-e-Taliban Pakistan (TTP). Malgré diverses tentatives de négociations de paix, le conflit avait augmenté d'envergure en 2007 puis surtout en 2009 avec respectivement l'assaut de la Mosquée rouge et la seconde bataille de Swat.
Quand Nawaz Sharif accède au pouvoir en juin 2013 à la suite des élections législatives, il tente, conformément à ses promesses électorales, de nouvelles négociations de paix qui aboutissent à un cessez-le-feu en mars 2014. Toutefois, des divisions apparaissent au sein des insurgés et l'accord ne tient pas longtemps. Le 8 juin 2014, une attaque revendiquée par le TTP contre l'aéroport international Jinnah fait trente morts et l'armée lance dès la semaine suivante une vaste offensive dans le Waziristan du Nord, bastion des insurgés et dernière zone des régions tribales à ne pas avoir fait l'objet d'opérations militaires d'envergure.
De son côté, le Tehrik-e-Taliban Pakistan est divisé depuis la mort d'Hakimullah Mehsud en 2013. Son successeur, Maulana Fazlullah, est contesté par plusieurs chefs talibans, ce qui pousse ces derniers à former des groupes dissidents, dont le Jamaat-ul-Ahrar, qui se revendique comme le « véritable Tehrik-e-Taliban Pakistan ». C'est ce mouvement, considéré comme le plus violent des groupes armés djihadistes du Pakistan, qui commet le massacre dans l'école militaire de Peshawar.
Le Pakistan est le pays connaissant le plus d'attaques d'établissements scolaires au monde avec 838 attaques recensées entre 2009 et 2012.

## Attaque et bilan

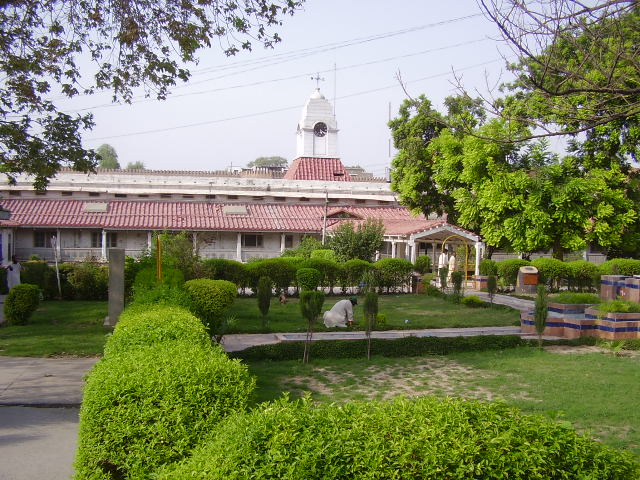
Le Lady Reading Hospital de Peshawar, un des centres dans lequel morts et blessés ont été envoyés.

L'attaque commence le 16 décembre 2014 vers 10 h 30, lorsqu'un commando de six rebelles talibans portant des vestes munies de ceintures d’explosifs et lourdement armés entrent dans une école publique de l'armée pakistanaise, dans la ville de Peshawar, tout en étant déguisés en Frontier Corps. Passant de salles en salles, les terroristes tirent sur les élèves en uniforme scolaire. Ils étaient 500 dans cette école pour enfants de militaires. L'un des terroristes actionne sa ceinture, provoquant une déflagration meurtrière. Selon l'armée pakistanaise, les assaillants « n'avaient aucune intention de faire des otages », car ils ont « tiré de manière aléatoire dès leur entrée dans l'école ».
Selon le bilan définitif de l'armée pakistanaise, 141 personnes ont été tuées, dont 132 enfants âgés de 10 à 18 ans et neuf employés. Les six talibans responsables du massacre sont également tous morts. La majorité des écoliers a été tuée d'une balle dans la tête. La plupart des 500 étudiants ont été évacués par l'armée, qui est intervenue sur place 8 minutes seulement après le début de l’attaque.

## Responsabilité

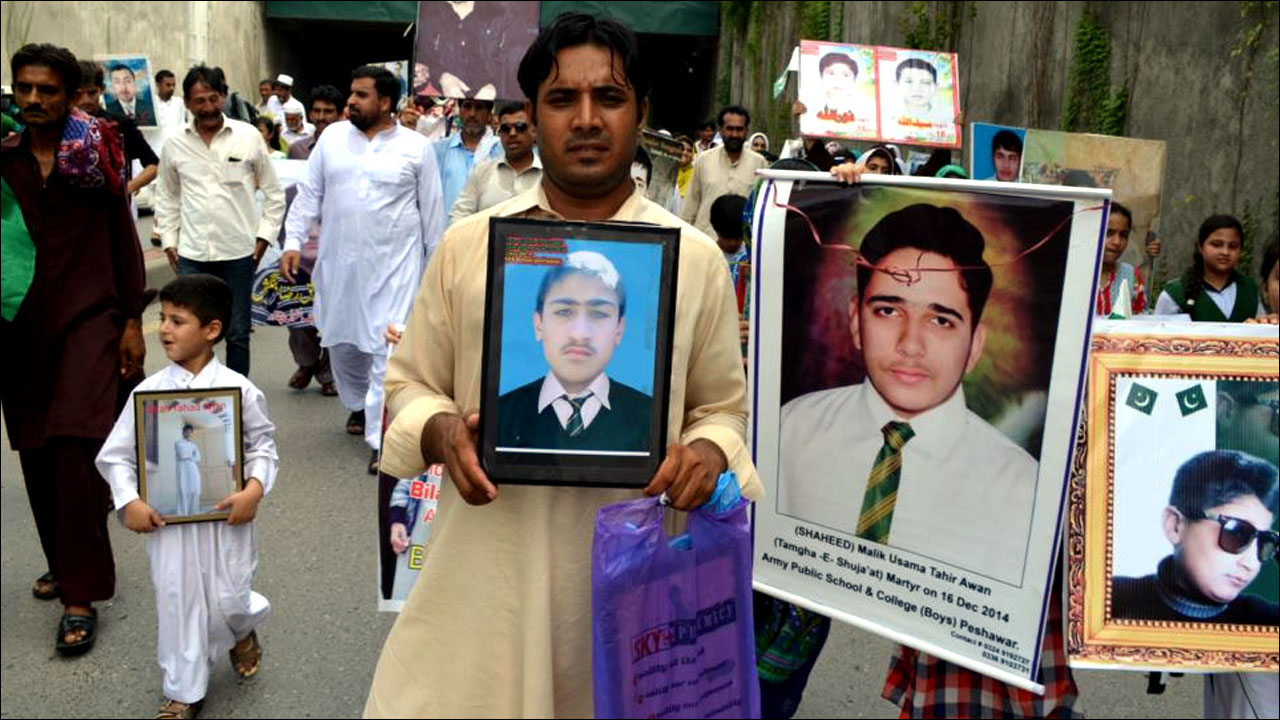
Familles tenant le portrait de leur proche disparu, lors du sixième anniversaire de l'attaque.

L’assaut est revendiqué par le Tehrik-e-Taliban Pakistan (TTP), principal groupe rebelle islamiste du pays, en réponse à l’offensive militaire en cours depuis le 15 juin 2014 dans ses bastions du Waziristan du Nord, dans les régions tribales. Il entend ainsi venger la mort de femmes et d'enfants tués lors des bombardements de l'armée pakistanaise visant les insurgés. Pourtant le jour même de l'attaque, Muhammad Khurasani, porte-parole des talibans avait déclaré à l'AFP que les six hommes envoyés avaient reçu « l'ordre de tirer sur tous les étudiants adultes mais d’épargner les enfants, même si ce sont ceux du général Raheel Sharif ou de Nawaz Sharif ».

## Conséquences
Au lendemain de cette tuerie, le Premier ministre pakistanais Nawaz Sharif a approuvé l'abolition du moratoire sur la peine de mort. La peine de mort sera donc rétablie. Deux hommes sont pendus le 19 décembre à Faisalabad et quatre autres suivent le 21.
Le 22 décembre, le ministère de l'Intérieur du Pakistan annonce l'exécution dans les semaines à venir de 500 condamnés à mort. Au total, le pays compte 8 000 condamnés à mort dans ses prisons.

## Réactions internationales

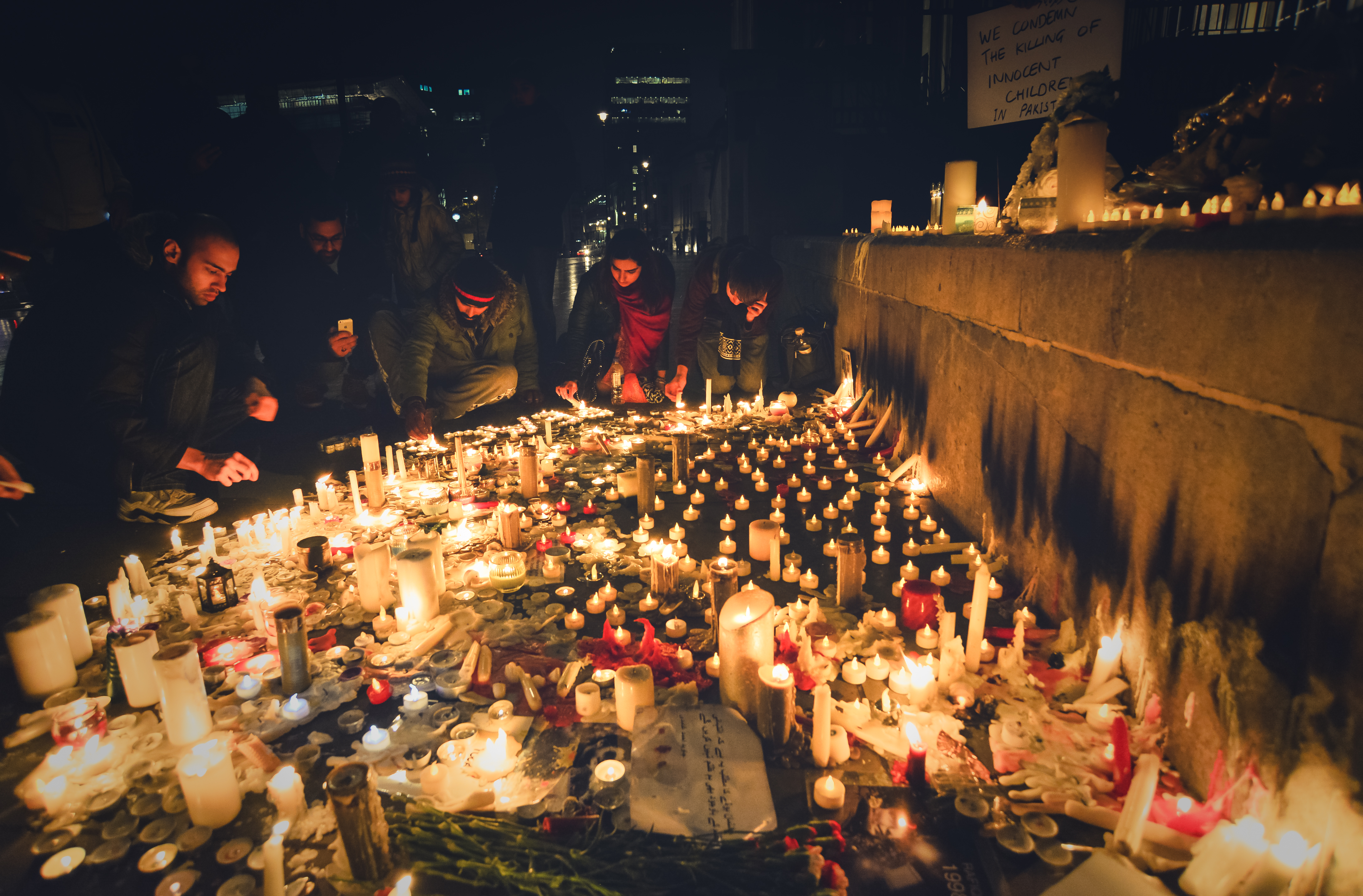
Hommage aux victimes à Londres.

Le 17 décembre, les Talibans afghans condamnent l'attentat, leur porte-parole, Zabihullah Mujahid, déclare : « L'émirat islamique d'Afghanistan exprime ses condoléances à la suite de cet incident et pleure avec les familles des enfants tués », il ajoute que « le meurtre prémédité d'innocents, de femmes et d'enfants est contraire aux principes de l'islam ».
Le président américain Barack Obama a dénoncé une attaque « terrifiante » et « odieuse » et souligné l'engagement des États-Unis aux côtés du gouvernement pakistanais « pour combattre le terrorisme et l'extrémisme » et promouvoir la paix et la stabilité dans la région.
L'adolescente pakistanaise Malala Yousafzai, icône mondiale du combat pour l'éducation des filles, a dénoncé les « actes atroces et lâches ». « Je condamne ces actes atroces et lâches et je reste unie avec le gouvernement et les forces armées du Pakistan » dans leurs « efforts louables » pour gérer la situation, a écrit dans un communiqué la jeune fille de 17 ans, récompensée par le prix Nobel de la paix qu'elle a reçu le 10 décembre à Oslo conjointement avec l'Indien Kailash Satyarthi. « J'ai le cœur brisé par cet acte de terreur insensé commis de sang-froid à Peshawar » et « comme des millions d'autres à travers le monde, je pleure ces enfants, mes frères et sœurs », a ajouté Malala, originaire elle-même du nord-ouest du Pakistan victime en 2012 d'un attentat taliban. « Une telle horreur ne devrait pas frapper des enfants innocents dans leur école ». « Mais nous ne serons jamais vaincus », a martelé Malala.
François Hollande a dénoncé de son côté « l’ignoble attaque » de l'école de Peshawar. « Il n'y a pas de mots pour qualifier ce qui vient de se produire au Pakistan. Un acte terroriste qui touche une école, des enfants morts, avec cette volonté de détruire le savoir et la jeunesse. Face au terrorisme, nous devons nous mobiliser chaque jour. Le terrorisme, c'est cette infamie qui s'en prend à tout ce qui vit, tout ce qui peut être source d'espoir », a déclaré le chef de l’État français lors d'un déplacement à Boulogne-sur-Mer.
La Turquie a quant à elle déclaré dans un communiqué du ministre des affaires étrangères turque qu'elle « continuera à soutenir le Pakistan frère dans sa lutte contre le terrorisme et affichera sa solidarité avec le peuple et le gouvernement pakistanais ». La Turquie a annoncé une journée de deuil.
Le journal local The Express Tribune titre sa une du 17 décembre « Les plus petits cercueils sont les plus lourds à porter ».
De l'autre côté de la frontière, en Inde, les écoles ont observé deux minutes de silence en solidarité. Voisin et traditionnel rival du Pakistan, l'Inde a fermement condamné, par la voix de son Premier ministre, Narendra Modi, cette attaque « lâche, inhumaine et d’une indicible brutalité » et s’est déclaré solidaire d'Islamabad. « Notre cœur est avec ceux qui ont perdu des êtres aimés aujourd'hui. Nous partageons leur douleur et leur offrons nos plus profondes condoléances », a-t-il ajouté.

## Réouverture de l'école
Le 12 janvier 2015, l'école militaire ouvre à nouveau ses portes, moins d'un mois après les attaques. L'établissement est sous haute surveillance, notamment par l'armée.